# Llança de Lugal

Situació de les principals ciutats sumèries i abast d'aquesta cultura durant el Període dinàstic arcaic

La Llança de Lugal, és una llança de bronze que data de l'any 2600 a. C., en època (Segle XXXI aC) de la civilització sumèria, que es considera la primera i més antiga civilització de la història, i que es va estendre pel sud de Mesopotàmia, a la zona dels rius Tigris i Eufrates, (actual Iraq) concretament aquesta peça forma part del Període dinàstic arcaic, un període arqueològic de la història de Mesopotàmia comprès entre el 3000 aC. i 2334 aC.

## Història
La llança va ser trobada en un santuari de l'antiga Girsu, ciutat de la Sumèria antiga situada en l'actual Tel Telloh, a la província de Dhi Qar, a l'Iraq, i que se situava a uns 25 quilòmetres al nord-oest de Lagaix.
Va ser descoberta per Ernest de Sarzec a la segona meitat del s.XIX i donada al Louvre, amb el permís del sultà Abdülhamid II, a on es troba al departament d'Antiguitats Orientals.

## Simbologia
La llança va ser una ofrena votiva d'alt nivell realitzada cap a un dels governants o reis de Kix o Kish, té gravada en la seva fulla la figura d'un lleó i una inscripció que es conserva parcialment, en la qual es pot llegir: "Lugal...Rei de Kish".

## Característiques
- Material: coure

## Conservació
La llança es conserva al Departament d'Antiguitats Orientals del Museu del Louvre (París). El seu nombre d'inventari és AO 2675.